# Donnezac
Donnezac est une commune du Sud-Ouest de la France, située dans le département de la Gironde en région Nouvelle-Aquitaine.

## Géographie

### Localisation et accès
Commune située dans le Blayais, limitrophe avec la Charente-Maritime.

### Communes limitrophes
Les communes limitrophes sont  Bussac-Forêt, Corignac, Montendre, Reignac, Saint-Savin, Souméras et Val-de-Livenne.
| Val-de-Livenne | Souméras (Charente-Maritime, par un quadripoint) | Montendre (Charente-Maritime)    |
| Reignac        | Donnezac                                         | Corignac (Charente-Maritime)     |
|                | Saint-Savin                                      | Bussac-Forêt (Charente-Maritime) |

### Hydrographie
La commune est traversée par la Livenne.

### Climat
Le climat qui caractérise la commune est qualifié, en 2010, de « climat océanique altéré », selon la typologie des climats de la France qui compte alors huit grands types de climats en métropole. En 2020, la commune ressort du même type de climat dans la classification établie par Météo-France, qui ne compte désormais, en première approche, que cinq grands types de climats en métropole. Il s’agit d’une zone de transition entre le climat océanique, le climat de montagne et le climat semi-continental. Les écarts de température entre hiver et été augmentent avec l'éloignement de la mer. La pluviométrie est plus faible qu'en bord de mer, sauf aux abords des reliefs.
Les paramètres climatiques qui ont permis d’établir la typologie de 2010 comportent six variables pour les températures et huit pour les précipitations, dont les valeurs correspondent à la normale 1971-2000. Les sept principales variables caractérisant la commune sont présentées dans l'encadré ci-après.
| Paramètres climatiques communaux sur la période 1971-2000 - Moyenne annuelle de température : 12,8 °C - Nombre de jours avec une température inférieure à −5 °C : 2 j - Nombre de jours avec une température supérieure à 30 °C : 6,6 j - Amplitude thermique annuelle : 14,4 °C - Cumuls annuels de précipitation : 908 mm - Nombre de jours de précipitation en janvier : 12,1 j - Nombre de jours de précipitation en juillet : 6,9 j |

Avec le changement climatique, ces variables ont évolué. Une étude réalisée en 2014 par la Direction générale de l'Énergie et du Climat complétée par des études régionales prévoit en effet que la  température moyenne devrait croître et la pluviométrie moyenne baisser, avec toutefois de fortes variations régionales. La station météorologique de Météo-France installée sur la commune et mise en service en 1984 permet de connaître l'évolution des indicateurs météorologiques. Le tableau détaillé pour la période 1981-2010 est présenté ci-après.
| Mois                                  | jan.             | fév.           | mars         | avril           | mai           | juin          | jui.           | août           | sep.          | oct.            | nov.          | déc.            | année      |
| ------------------------------------- | ---------------- | -------------- | ------------ | --------------- | ------------- | ------------- | -------------- | -------------- | ------------- | --------------- | ------------- | --------------- | ---------- |
| Température minimale moyenne (°C)     | 1,7              | 1,8            | 3,6          | 5,6             | 9,3           | 12,1          | 13,6           | 13,5           | 10,6          | 8,8             | 4,5           | 2,3             | 7,3        |
| Température moyenne (°C)              | 5,7              | 6,7            | 9,3          | 11,6            | 15,5          | 18,5          | 20,5           | 20,6           | 17,5          | 14,2            | 8,9           | 6,3             | 13         |
| Température maximale moyenne (°C)     | 9,7              | 11,6           | 15           | 17,5            | 21,8          | 25            | 27,4           | 27,8           | 24,3          | 19,7            | 13,4          | 10,2            | 18,7       |
| Record de froid (°C) date du record   | −18,1 16.01.1985 | −13,8 10.02.12 | −12 01.03.05 | −4,4 04.04.1996 | −1,9 02.05.21 | 2,1 01.06.06  | 5,8 13.07.1993 | 3,4 30.08.1986 | 1,1 25.09.02  | −5,1 30.10.1997 | −9 17.11.07   | −11,6 16.12.01  | −18,1 1985 |
| Record de chaleur (°C) date du record | 19 13.01.1993    | 26,5 27.02.19  | 29 20.03.05  | 33,3 30.04.05   | 36 27.05.05   | 40,5 26.06.11 | 40,5 23.07.19  | 43,2 04.08.03  | 38,4 03.09.05 | 31,6 01.10.11   | 24,7 08.11.15 | 21,4 16.12.1989 | 43,2 2003  |
| Précipitations (mm)                   | 90,7             | 68,8           | 65,6         | 79,8            | 75,8          | 64,4          | 51,9           | 55,1           | 73,2          | 92,4            | 103,2         | 105,5           | 926,4      |

## Urbanisme

### Typologie
Au 1er janvier 2024, Donnezac est catégorisée commune rurale à habitat très dispersé, selon la nouvelle grille communale de densité à sept niveaux définie par l'Insee en 2022.
Elle est située hors unité urbaine et hors attraction des villes,.

### Occupation des sols

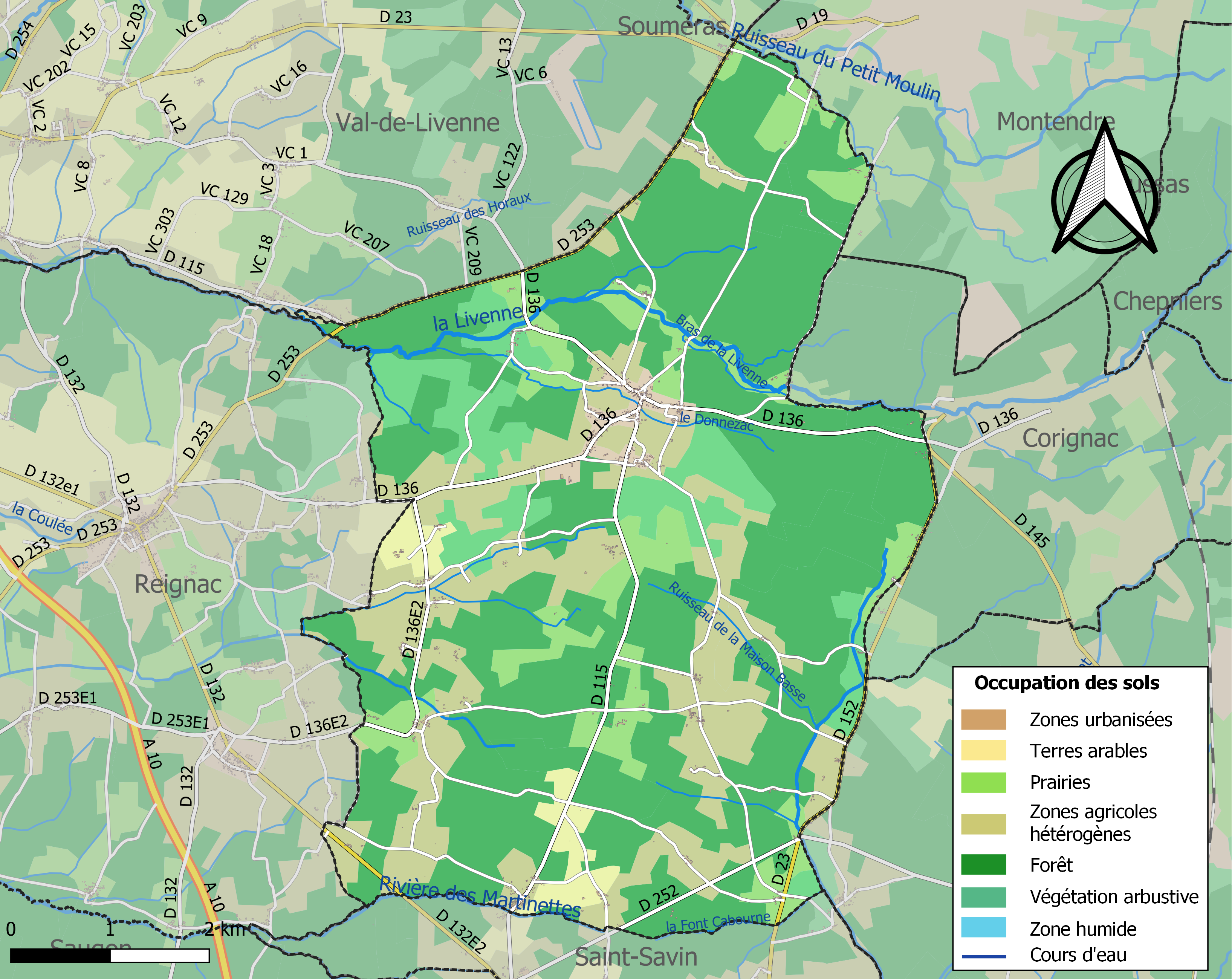
Carte des infrastructures et de l'occupation des sols de la commune en 2018 (CLC).

L'occupation des sols de la commune, telle qu'elle ressort de la base de données européenne d’occupation biophysique des sols Corine Land Cover (CLC), est marquée par l'importance des forêts et milieux semi-naturels (65,5 % en 2018), en augmentation par rapport à 1990 (63,3 %). La répartition détaillée en 2018 est la suivante : 
forêts (57 %), zones agricoles hétérogènes (20,8 %), prairies (9,9 %), milieux à végétation arbustive et/ou herbacée (8,5 %), cultures permanentes (2,5 %), zones urbanisées (1,3 %). L'évolution de l’occupation des sols de la commune et de ses infrastructures peut être observée sur les différentes représentations cartographiques du territoire : la carte de Cassini (XVIIIe siècle), la carte d'état-major (1820-1866) et les cartes ou photos aériennes de l'IGN pour la période actuelle (1950 à aujourd'hui).

### Risques majeurs
Le territoire de la commune de Donnezac est vulnérable à différents aléas naturels : météorologiques (tempête, orage, neige, grand froid, canicule ou sécheresse), inondations, feux de forêts et séisme (sismicité faible). Il est également exposé à un risque technologique, le risque nucléaire. Un site publié par le BRGM permet d'évaluer simplement et rapidement les risques d'un bien localisé soit par son adresse soit par le numéro de sa parcelle.

#### Risques naturels
La commune a été reconnue en état de catastrophe naturelle au titre des dommages causés par les inondations et coulées de boue survenues en 1982, 1988, 1999 et 2009,.
Donnezac est exposée au risque de feu de forêt. Depuis le 20 avril 2016, les départements de la Gironde, des Landes et de Lot-et-Garonne disposent d’un règlement interdépartemental de protection de la forêt contre les incendies. Ce règlement vise à mieux prévenir les incendies de forêt, à faciliter les interventions des services et à limiter les conséquences, que ce soit par le débroussaillement, la limitation de l’apport du feu ou la réglementation des activités en forêt. Il définit en particulier cinq niveaux de vigilance croissants auxquels sont associés différentes mesures,.

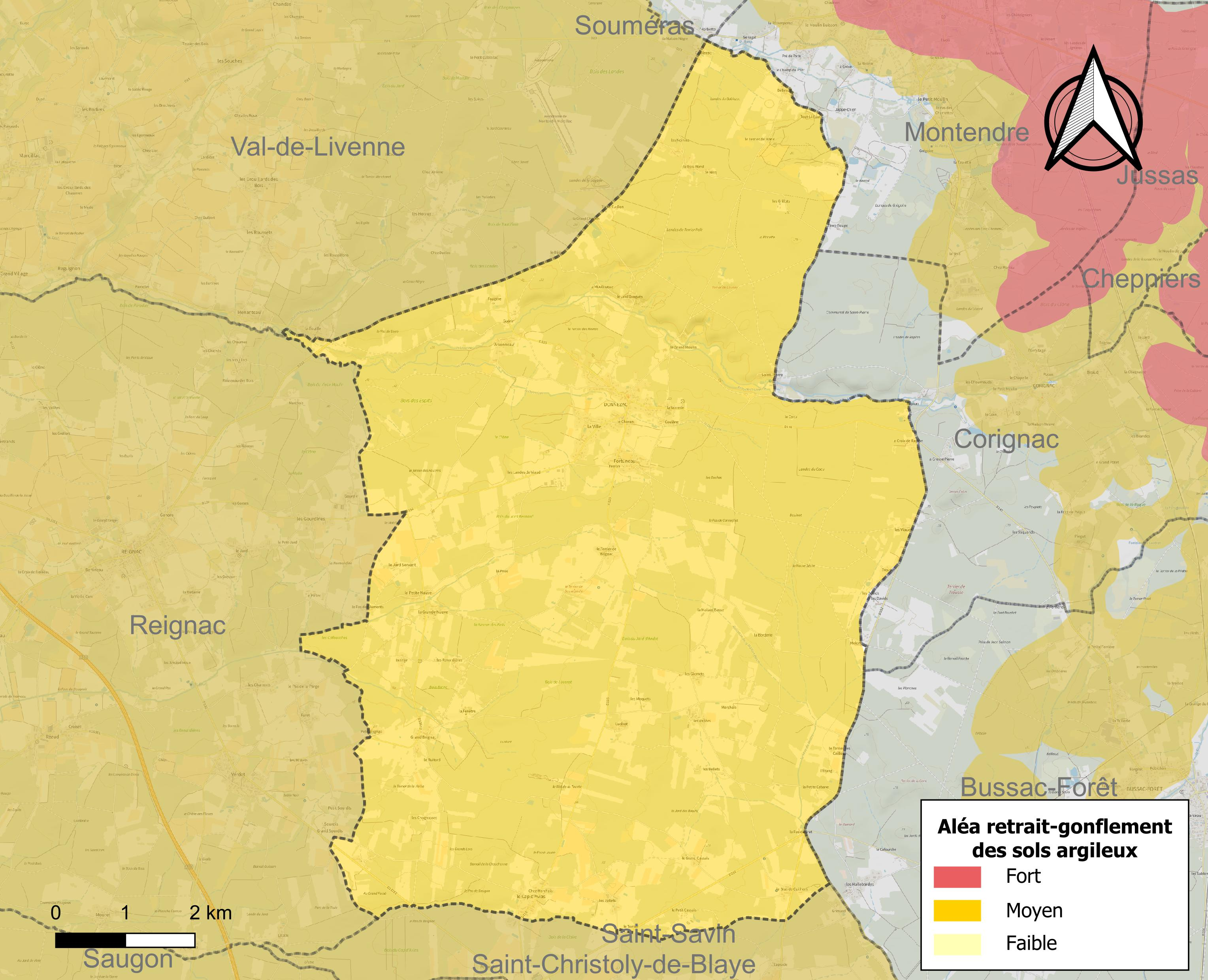
Carte des zones d'aléa retrait-gonflement des sols argileux de Donnezac.

Le retrait-gonflement des sols argileux est susceptible d'engendrer des dommages importants aux bâtiments en cas d’alternance de périodes de sécheresse et de pluie. 99,9 % de la superficie communale est en aléa moyen ou fort (67,4 % au niveau départemental et 48,5 % au niveau national). Sur les 450 bâtiments dénombrés sur la commune en 2019, 447 sont en aléa moyen ou fort, soit 99 %, à comparer aux 84 % au niveau départemental et 54 % au niveau national. Une cartographie de l'exposition du territoire national au retrait gonflement des sols argileux est disponible sur le site du BRGM,.
Par ailleurs, afin de mieux appréhender le risque d’affaissement de terrain, l'inventaire national des cavités souterraines permet de localiser celles situées sur la commune.
Concernant les mouvements de terrains, la commune a été reconnue en état de catastrophe naturelle au titre des dommages causés par la sécheresse en 2003 et 2011 et par des mouvements de terrain en 1999.

#### Risques technologiques
La commune étant située totalement dans le périmètre du plan particulier d'intervention (PPI) de 20 km autour de la centrale nucléaire du Blayais, elle est exposée au risque nucléaire. En cas d'accident nucléaire, une alerte est donnée par différents médias (sirène, sms, radio, véhicules). Dès l'alerte, les personnes habitant dans le périmètre de 2 km se mettent à l'abri. Les personnes habitant dans le périmètre de 20 km peuvent être amenées, sur ordre du préfet, à évacuer et ingérer des comprimés d’iode stable,,.

## Toponymie
Le nom de Donnezac est formé sur le nom de personne latin Donatius accompagné du suffixe gallo-roman -acu(m). Le nom Donatius, formé sur le latin donatus, « donné (à Dieu) », était très répandu parmi les noms d’hommes latins chrétiens.

## Histoire
Donnezac
Le seul nom de Donnezac témoigne de la richesse de l’histoire de la commune. En effet Donnezac provient du latin dominus « maître » et du suffixe du possession -acum. Le nom a ensuite évolué en Domnitiacus « La Maison du maître », puis en Domitiacus, et au XIVe siècle Ecclesia de Dompnezaco.
L’histoire de Donnezac commence dès l’antiquité. En effet, on trouve dans ce village des abris antiques au bord de la Livenne, un tumulus à la Nauve-Sèche et une nécropole à la Grande-Vallée. On a aussi découvert des silex taillés, des grattoirs, des couteaux et une hache à talon avec anneau en bronze au Nid-de-la-Tourtre.
Les célèbres Romains se sont vraisemblablement aussi installés à Donnezac, puisque l’on a trace d’un camp romain à la Grande Poline, et même d’une voie romaine à Terson. Cette dernière reliait Blaye à Périgueux. Datant de la même époque, on a également découvert des pièces de monnaie frappées à l’effigie du « tyran » gaulois Tetricus ou de l’empereur romain Gallianus. Selon l’avis des experts, ces pièces dateraient de 260-270.
Par la suite, les restes d’une motte féodale au nord-est du Bourg prouvent la pérennité de Donnezac au cours du Moyen Âge.
Au XIIe siècle, Donnezac se dote d’une église.
Toujours durant le Moyen Âge, Donnezac et tout le duché d’Aquitaine a été annexé par l’Angleterre de 1189 à 1452. Puis, après la reconquête de la Guyenne par la France, la commune de Donnezac a dépendu de la juridiction de Vitrezay, laquelle regroupait d’autres villages avoisinant encore aujourd’hui Donnezac.
Des témoignages prouvent que durant la Renaissance, Donnezac (et de tout Vitrezay) a été acheté par François I.
En 1611 un pèlerinage à la Chapelle du Gablezac existait déjà. Ce pèlerinage s’effectuait le 24 août, jour de la Saint-Roch, jusque dans les années 1950. La Chapelle, dont on ne connaît pas la date de construction, a d’ailleurs d’abord été dédiée à Saint-Roch, puis à la Vierge. Aujourd’hui, elle a été restaurée et elle abrite un autel en bois sculpté datant du XVIIIe siècle.
En l’an 1733, Donnezac se fait remarquer par une querelle entre le curé qui y officiait et le sieur Chapuzzet, Sieur de la Moulinasse et procureur local, car ce dernier voulait recevoir l’eucharistie avant le Seigneur de Montendre.
Quelques années plus tard, s’est construit sur les bords de la Livenne un moulin à papier dont le propriétaire était notaire royal.
Autre point intéressant : durant la révolution de 1789, dans la juridiction de Vitrezay, seuls le prêtre et le vicaire de Donnezac ont refusé de jurer.
Village finalement plus chargé d’histoire qu’il n’y parait, il se pourrait même que Donnezac ait reçu la visite du célèbre Baron Haussmann qui était sous-préfet à Blaye de novembre 1843 à mars 1848.
Cette année 1848, précisément, en mai près de 600 Donnezacais se soulèvent pour éviter le rétablissement de la dîme que la révolution de 1789 avait abolie.
En 1816, la Chapelle du Gablezac a été affermée avec une métairie appartenant au sieur Brad.
En 1826, le 7 juin, l’abbé Jrisson, curé de Saint-Savin, fait un rapport sur la situation de la Chapelle du Gablezac. Le sieur Brad affirme que la Chapelle lui appartient, ce qui lui évite la vente exigée par les agents révolutionnaires.
En 1860, démarre la construction d’une nouvelle église sous la direction de l’architecte Pierre BONNORE. Cette église remplace celle du XIIe siècle. Elle domine encore de nos jours le bourg. Sa construction a été achevée le 1er février 1865 et elle a été consacrée en 1869. Son clocher, bâti à partir de 1866, abrite une cloche fondue datant de 1756 qui porte l’inscription « Ad Majorem Dei Gloria Ecclesiae Donnezac. L.S.D. Fondeur Samuel Joseph ». Des vitraux ont été offerts lors de son édification. L’église accueille également une Vierge à l’Enfant de 1671.
En 1892, débute la construction de la mairie et du groupe scolaire qui sont achevés trois ans plus tard, le 24 novembre 1895. Les édifices sont en pierre et en brique rouge et les travaux se font sous la direction de l’architecte NADAUD qui s’est inspiré de la Renaissance pour le dessin des bâtiments. Il en résulte que la façade du groupe scolaire affiche d’une magnifique tour à cinq pans.
Au tournant du XIXe siècle, Donnezac était relevé comme étant plus peuplé et plus actif qu’aujourd’hui. En effet, en 1900 on dénombrait pas moins de 1115 habitants, et les commerçants, artisans et meuniers y étaient présents en un nombre certain.
En 1911, une troisième classe est construite dans le groupe scolaire de la commune. Le style est le même que pour les bâtiments déjà présents.
En 1922, est installé devant le groupe scolaire le monument aux morts. Celui-ci représente le Poilu mourant en bronze ciselé, dont le modèle original a été exécuté par le statutaire Jules Déchin. Le monument a été financé par souscription et son socle est en granit bleu de Huelgoat (Finistère).
Enfin, dernier élément anecdotique de l’histoire de Donnezac : durant la seconde Guerre Mondiale, Donnezac était compris dans la zone initiale d’occupation allemande.

## Équipements, services et vie locale

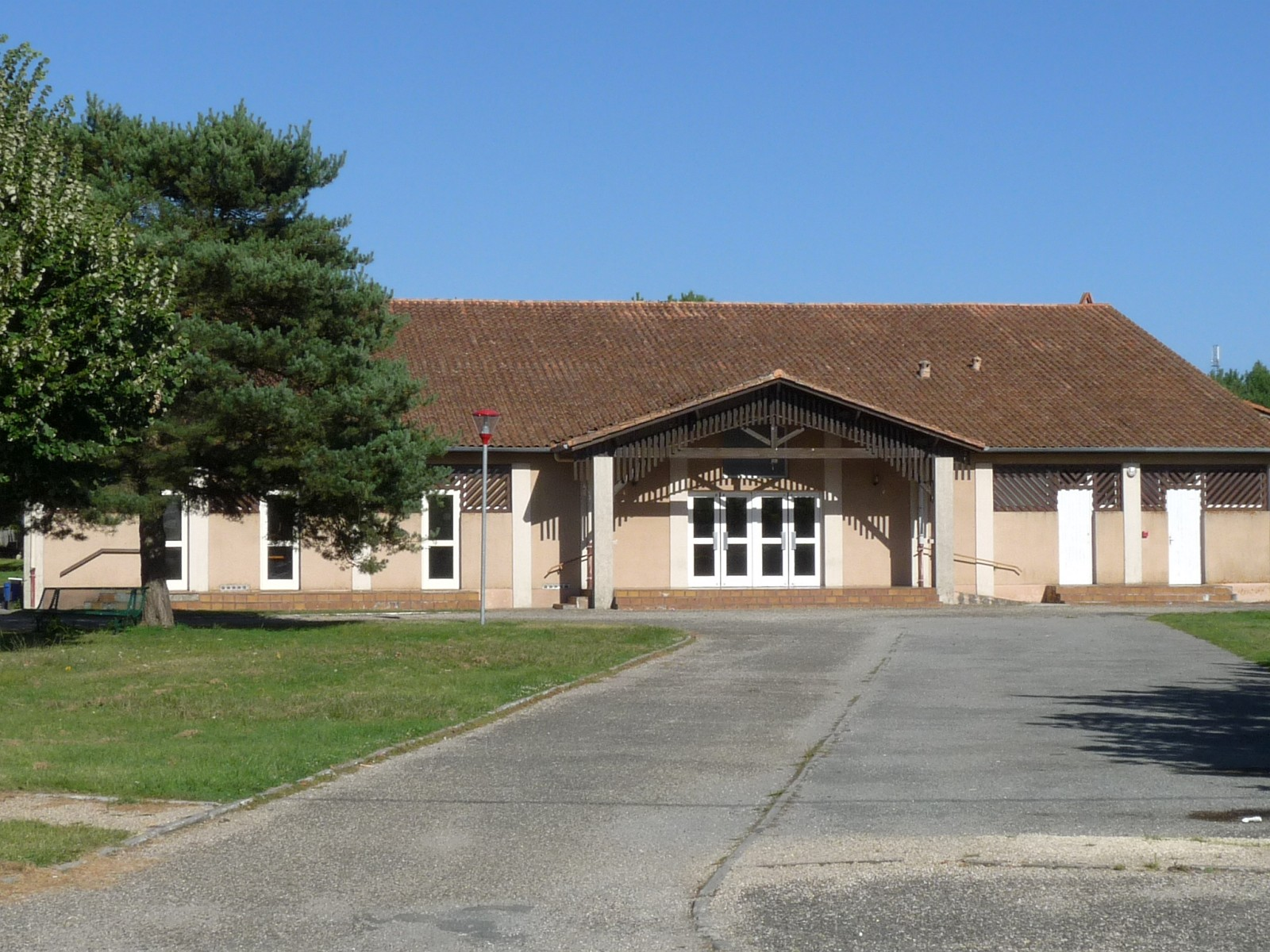
La salle des fêtes

## Politique et administration
| Période                                  | Période  | Identité           | Étiquette | Qualité     |
| ---------------------------------------- | -------- | ------------------ | --------- | ----------- |
| Les données manquantes sont à compléter. |          |                    |           |             |
| mars 2008                                | 2014     | Bernard Prince     |           |             |
| mars 2014                                | En cours | Jean-François Joye |           | Agriculteur |

## Démographie
L'évolution du nombre d'habitants est connue à travers les recensements de la population effectués dans la commune depuis 1793. Pour les communes de moins de 10 000 habitants, une enquête de recensement portant sur toute la population est réalisée tous les cinq ans, les populations de référence des années intermédiaires étant quant à elles estimées par interpolation ou extrapolation. Pour la commune, le premier recensement exhaustif entrant dans le cadre du nouveau dispositif a été réalisé en 2006.

En 2022, la commune comptait 929 habitants, en évolution de +3,57 % par rapport à 2016 (Gironde : +6,91 %, France hors Mayotte : +2,11 %).
| 1793 | 1800 | 1806 | 1821 | 1831  | 1836  | 1841  | 1846  | 1851  |
| ---- | ---- | ---- | ---- | ----- | ----- | ----- | ----- | ----- |
| 256  | 873  | 901  | 900  | 1 006 | 1 048 | 1 136 | 1 240 | 1 212 |

| 1856  | 1861  | 1866  | 1872  | 1876  | 1881  | 1886  | 1891  | 1896  |
| ----- | ----- | ----- | ----- | ----- | ----- | ----- | ----- | ----- |
| 1 167 | 1 156 | 1 130 | 1 146 | 1 158 | 1 127 | 1 129 | 1 111 | 1 109 |

| 1901  | 1906  | 1911  | 1921  | 1926  | 1931 | 1936 | 1946 | 1954 |
| ----- | ----- | ----- | ----- | ----- | ---- | ---- | ---- | ---- |
| 1 070 | 1 115 | 1 117 | 1 035 | 1 009 | 956  | 951  | 880  | 962  |

| 1962 | 1968 | 1975 | 1982 | 1990 | 1999 | 2006 | 2011 | 2016 |
| ---- | ---- | ---- | ---- | ---- | ---- | ---- | ---- | ---- |
| 873  | 825  | 763  | 781  | 780  | 778  | 806  | 858  | 897  |

| 2021 | 2022 | - | - | - | - | - | - | - |
| ---- | ---- | - | - | - | - | - | - | - |
| 927  | 929  | - | - | - | - | - | - | - |

## Lieux et monuments

### Patrimoine religieux
- L'église paroissiale Notre-Dame.
- La chapelle Notre-Dame de Gablezac, anciennement Saint-Roch.

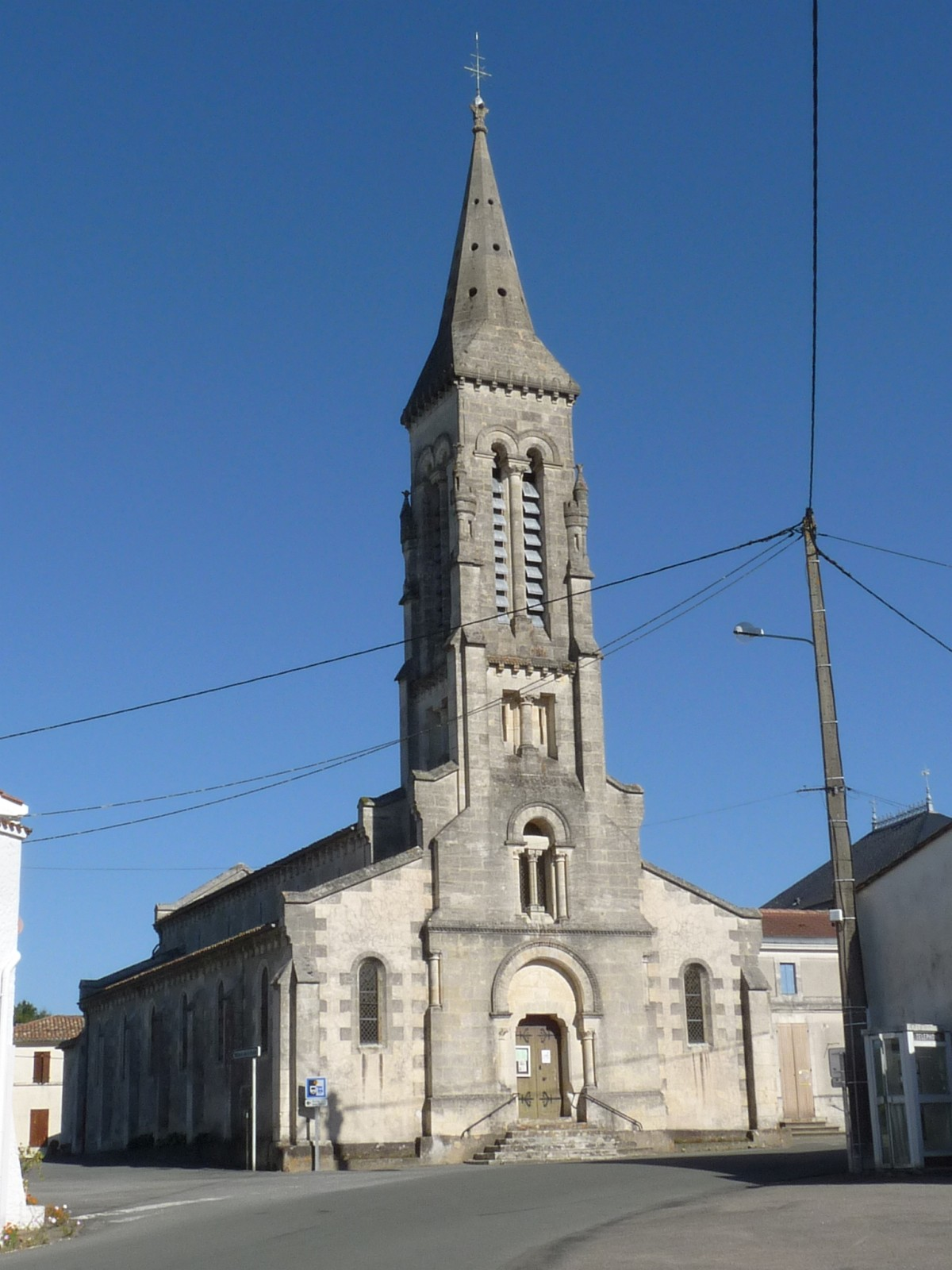
L'église
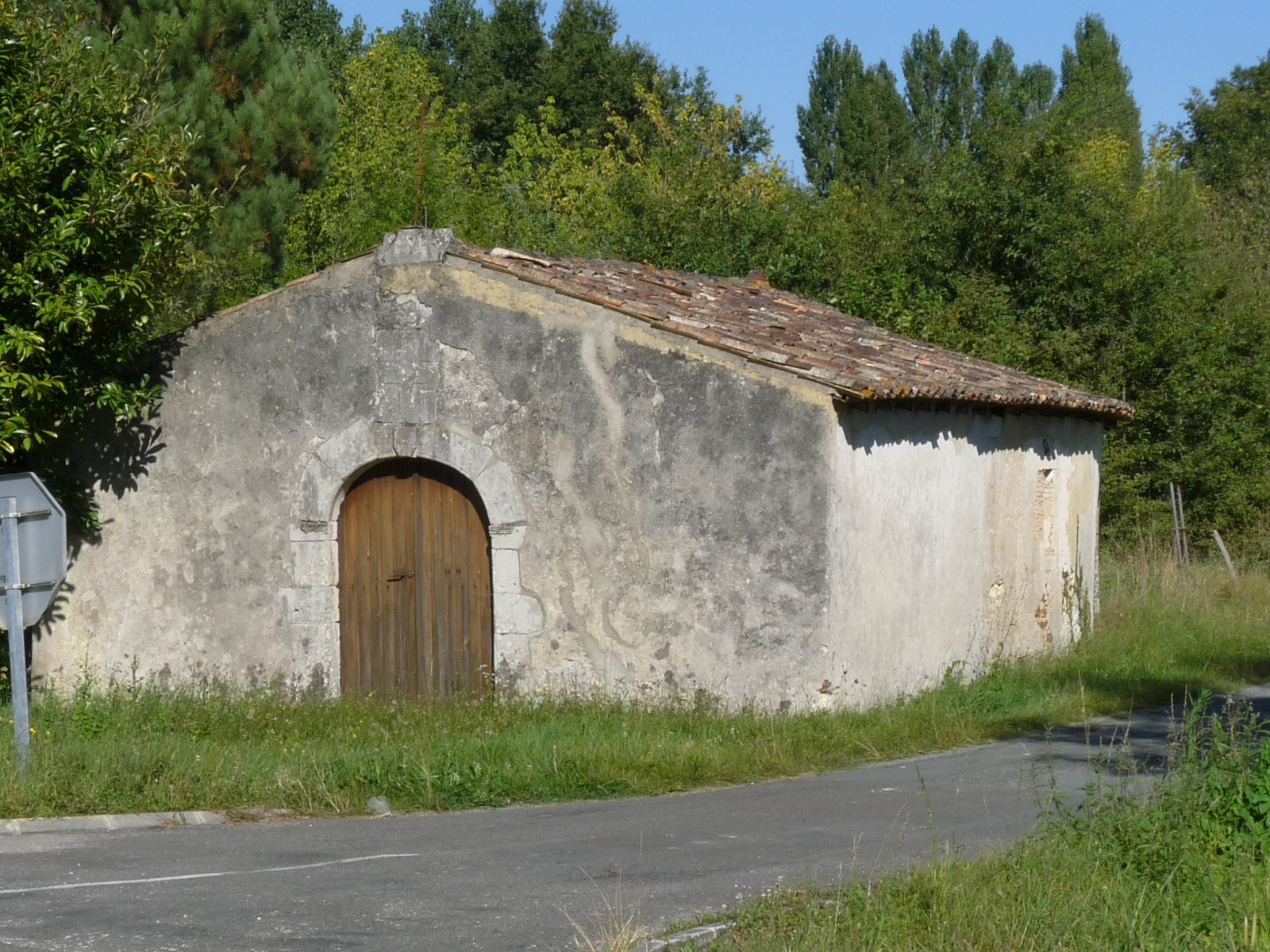
La chapelle de Gablezac